# Black Coal, Thin Ice

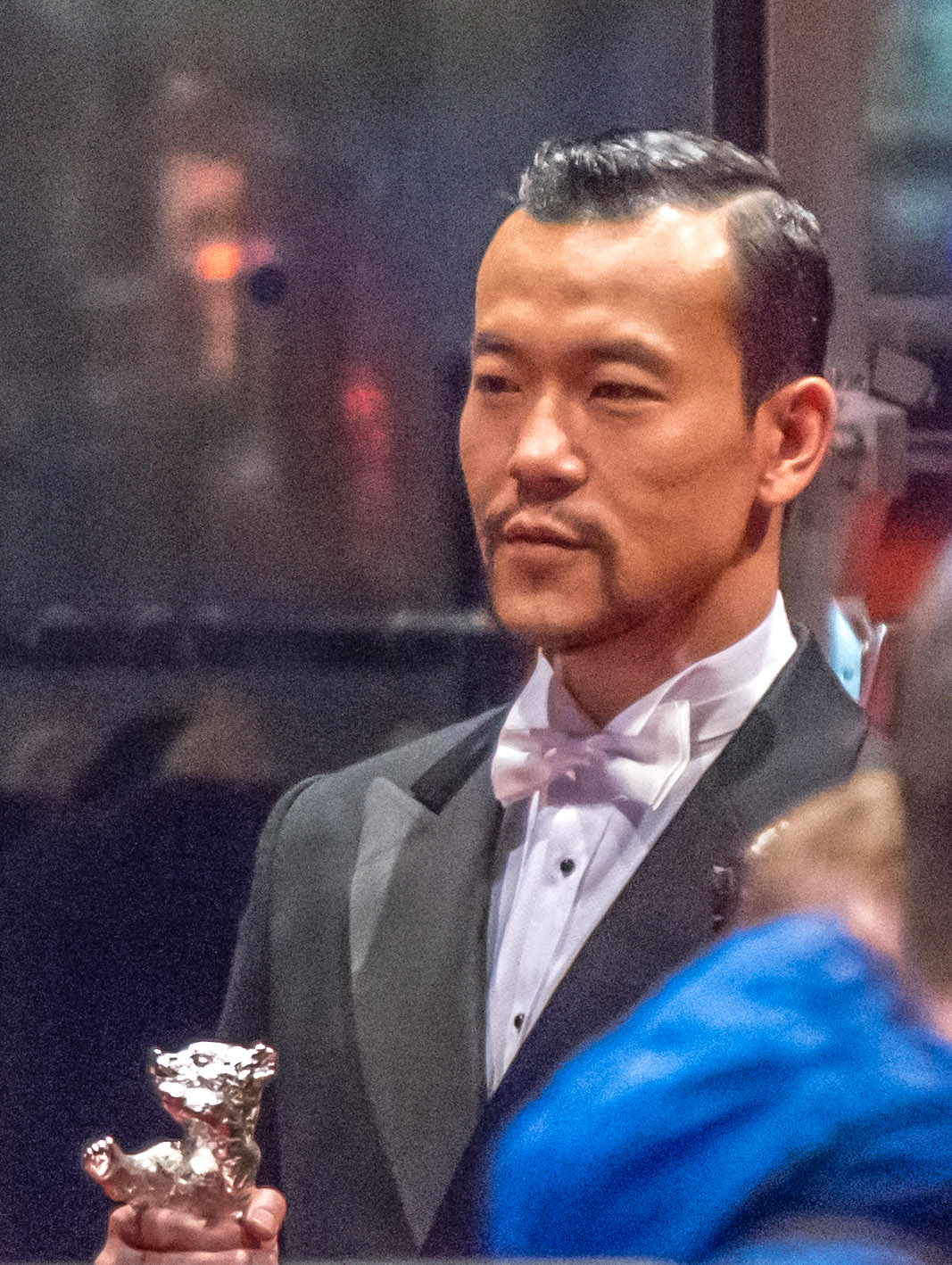
Liao Fan vid filmfestivalen i Berlin 2014, med sin silverbjörn i handen

Black Coal, Thin Ice (Bai ri yan huo, 白日焰火, ung. "Dagfyrverkerier") är en kinesisk spänningsfilm från 2014 i regi av Diao Yinan, med Liao Fan, Gwei Lun-Mei och Wang Xuebing i huvudrollerna. Den handlar om en alkoholiserad före detta polis som försöker lösa ett par underliga styckmord. Det var Diaos tredje långfilm.
Filmen hade premiär vid filmfestivalen i Berlin 2014. Den vann Guldbjörnen för bästa film och Liao vann Silverbjörnen för bästa skådespelare. Det var den fjärde filmen från det kinesiska fastlandet att vinna Guldbjörnen.

## Medverkande
- Liao Fan som Zhang Zili
- Gwei Lun-Mei som Wu Zhizhen
- Wang Xuebing som Liang Zhijun
- Wang Jingchun som Rong Rong
- Yu Ailei som kommissarie Wang
- Ni Jingyang som Su Lijuan